# Neuropsihologija
Neuropsihologija  je specijalistička grana psihologije, a obuhvaća znanja iz područja biološke psihologije, kliničke psihologije, neuropsihijatrije i neurologije. Neuropsihologija se bavi proučavanjem neurološke podloge različitih psihičkih funkcija (pažnja, pamćenje, vizuospacijalne funkcije, izvršne funkcije i slično).  
Možemo razlikovati:  
1. kliničku neuropsihologiju - bavi se neuropsihološkom dijagnostikom i rehabilitacijom pacijenata se cerebralnim bolestima i stanjima kao što su demencije, poremećaji pokreta, moždani udar, traumatske ozljede glave itd.
2. kognitivna neuropsihologija- proučava kognitivne funkcije kao što su pažnje, pamćenje, učenje itd. i njihovu neurološku osnovu, a proučavanja se obično rade na pacijentima s lezijama u specifičnim dijelovima mozga
3. eksperimentalna neuropsihologija- primjenjuje eksperimentalnu metodu kako bi došla do znanstvenih saznanja o razvoju i funkcioniranju kognitivnih funkcija na osnovu neuropatoloških nalaza

## Povijest
Sama specijalizacija pojavila se 1970-ih godina uz dva značajna događaja koja su potakla razvoj neuropsihologije. Prvi je bio pokretanje časopisa Journal of Clinical Neuropsychology, a drugi osnivanje posebne sekcije za kliničku neuropsihlogiju unutar Američke psihloške udruge.
Kliničkim neuropsiholozima upućuju se razni pacijenti, djeca i odrasli. Liječnici im najčešće upućuju pacijente zbog mozgovnih oštećenja prouzročenih ozljedama glave ili moždanim udarom.
Principi odnosa mozak-ponašanje temeljni su za neuropsihologiju i jedan od najvažnijih principa koji se nalazi u osnovi tog odnosa jest lokalizacija funkcija.